# Statue de Taras Chevtchenko à Mykolaïv

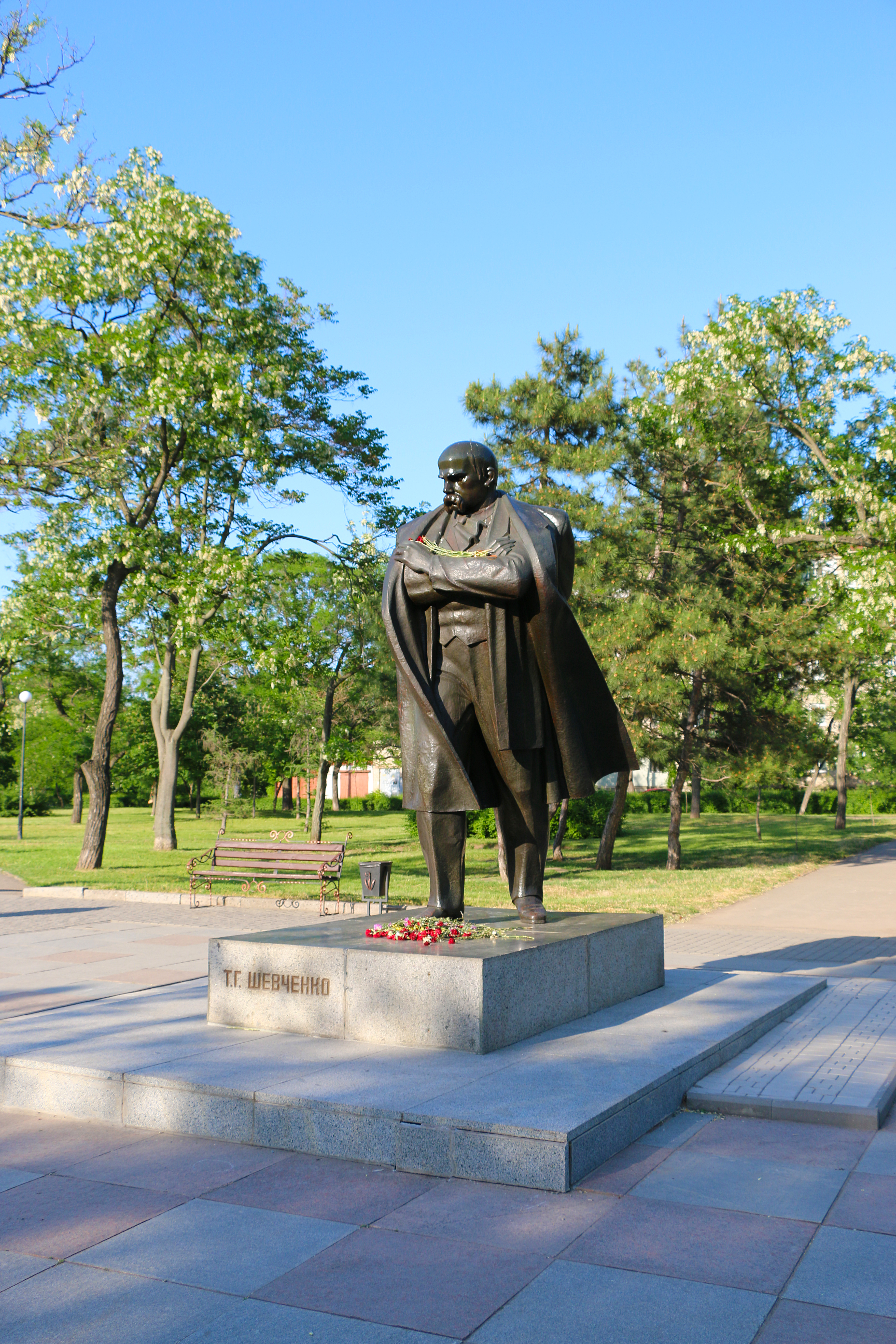
Vue de la statue.

La statue de Taras Chevtchenko  à Mykolaïv est une statue de bronze représentant Taras Chevtchenko. Elle se trouve dans le square à l'angle des rues éponyme et amiral Makarov.

## Historique
C'est un monument inscrit au Registre national des monuments d'Ukraine sous le numéro : 48-101-0245.